# Alison Magaya
Alison Manani Magaya (gestorben am 24. August 2015 in Genf) war ein südsudanesischer Politiker und Diplomat. Magaya war Mitglied der National Congress Party, bevor er nach den Wahlen von 2010, zusammen mit sechzig weiteren Mitgliedern der NCG, zur sudanesischen Volksbefreiungsarmee wechselte.
In den Jahren 2005 bis 2010 bekleidete Magaya den Posten eines Ministers in der Regierung der damals autonomen Region Südsudan. Nach dem Referendum zur Unabhängigkeit des Südsudan 2011 war Magaya der erste Innenminister des Landes. Später wurde er Botschafter des Südsudan in der Schweiz.
Im südsudanesischen Militär hatte Magaya den Rang eines Generalmajors inne. Er war bereits im Ruhestand.
Er starb nach kurzer Krankheit in Genf.